# Уваровський дім
Ворзельський музей історії і культури «Уваровський дім» — розташований у колишній садибі графині Уварової, пам'ятці архітектури місцевого значення у селищі міського типу Ворзель Київської області.

## Історія
Побудував будинок у перші роки існування селища Ворзель київський фабрикант купець 1-ї гільдії Карл Септер, а потім продав графині Наталії Уваровій.
Наталія Федорівна Уварова (1890—1987) — донька київського цукрозаводчика та мецената Федора Терещенка, одружена а повітовим предводителем дворянства Уваровим С. С., вдовою одружилася з французьким льотчиком Луї де Гідоном.
Перед будинком був фонтан, прокладені гравієві доріжки, висаджені дерева рідкісних порід.
Після жовтневого перевороту 1917 року в колишньому будинку графині Н. Ф. Уварової працювала школа. Можна сказати, що усе корінне населення Ворзеля одержало середню освіту саме тут.
У 1920—1923 рр. у школі працював вчителем політосвіти та української мови український письменник В. Підмогильний.
На початку 1960-х років у школі було створено кінотеатр «Космос», який існував понад 20 років і посів перше місце на Всесоюзному конкурсі шкільних кінотеатрів. В гостях у школярів побували багато відомих кінорежисерів та інших діячів кіномистецтва (О. Роу, С. Параджанов, Г. Мілляр, О. Хвиля та інші), відбулися прем'єри фільмів "Тіні забутих предків",  «Легенда про Мальчиша-Кибальчиша» та «Морозко». Кінотеатр був відомий навіть у Голлівуді, про що свідчать листи з Національної Академії кіномистецтва, які надходили сюди з Америки.
У 1990-х історична будівля залишилася бездоглядною, поступово руйнувалася. Сходи з тераси вирвані варварським способом, дах протікав, руйнувалися перекриття.
У 2007 році Ворзельська селищна рада віднайшла кошти, провела ремонт будівлі, взяла її на свій баланс.
На День селища 18 вересня 2007 року після реконструкції у колишньому будинку графині Н. Ф. Уварової (Терещенко) було відкрито Ворзельський музей історії і культури «Уваровський дім».
Станом на 2024 рік у будівлі колишньої дачі графині Н. Ф. Уварової, крім музею, працює Центр культури. Музей займає чотири зали на першому поверсі та два - на другому. Цього ж року відкрито нові експозиції: "Люди, події, спогади - від війни до війни", "Ретротехніка ХХ століття".   
В лютому 2023 в Бучі презентували проєкт Французького кварталу, який планується збудувати поруч з Уваровським домом у Ворзелі, метою якого є створення культурного і громадсько-освітнього простору. Проєкт розробляють архітектори з Франції.
Директор музею —  Багірова Алла Василівна.